# Lippo Vanni

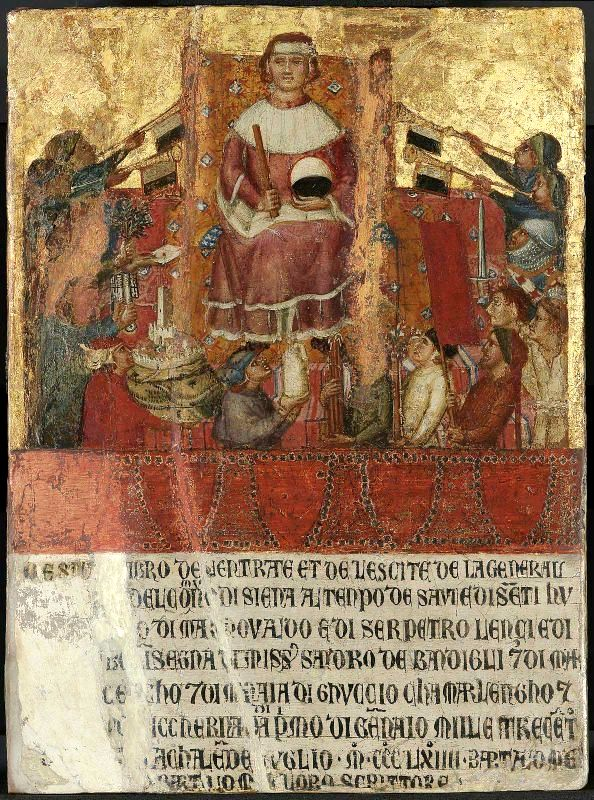
Buchverzierung für die Biccherna in Siena: L’offerta del Tributo

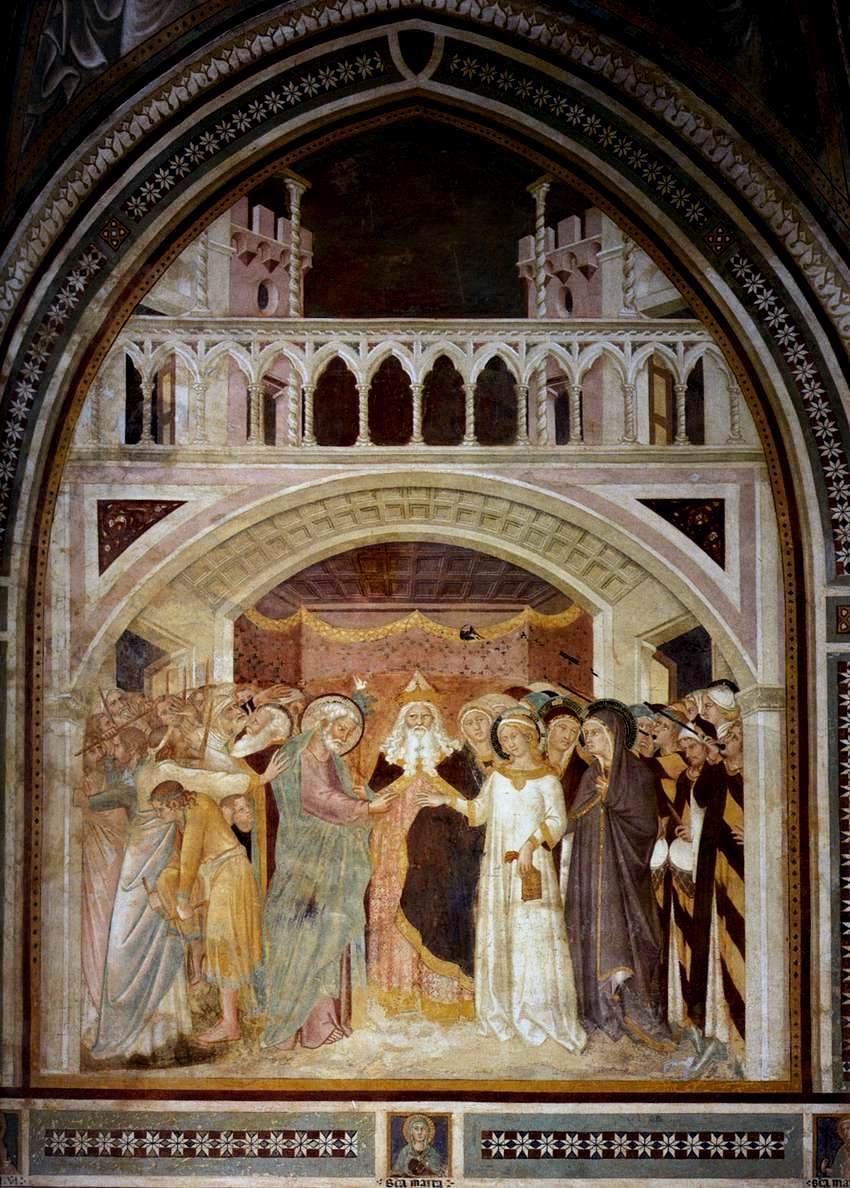
Sposalizio di Maria Vergine, San Leonardo al Lago, Monteriggioni, 1360

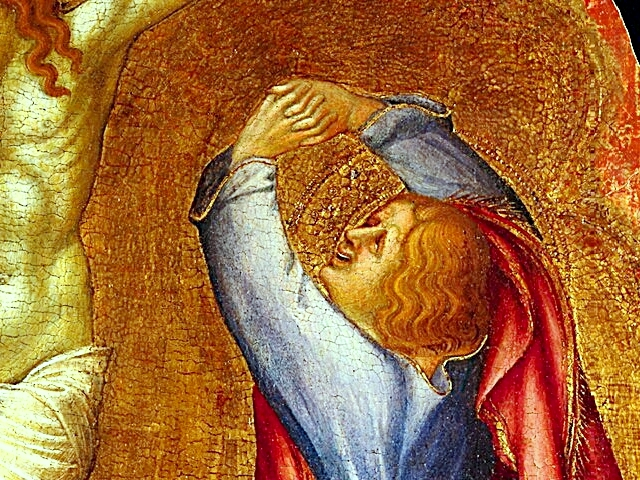
Crocifissione con la Vergine, Detail, um 1355

Lippo Vanni (auch Lippo Vanni di Giovanni, * um 1315, wahrscheinlich in Siena; † nach 1375) war ein italienischer Maler und Buchmaler der Schule von Siena. Er war von 1341 bis 1375 aktiv als Maler und wurde in dieser Zeit urkundlich erwähnt.

## Leben
Neben seiner Tätigkeit als Maler war er auch als Politiker im Zwölferrat der Stadt Siena und für die Riformatori aktiv. Er wurde 1360 und 1373 in den Großen Rat gewählt. 1344 wird er schriftlich im Auftragsbuch des Hospiz Santa Maria della Scala aufgeführt, um Gesangbücher zu verzieren. Bis 1360 blieben Buchmalereien seine Hauptaktivität, danach wandte er sich auch Gemälden und Fresken zu. Diese erlernte er wahrscheinlich bei Niccolò di Ser Sozzo (auch Niccolò di Ser Sozzo Tegliaccio, * in Siena; † 1363 ebenda). Zu seinen Hauptwerken der Freskenmalerei gehören die fast ausschließlich von ihm stammenden Werke in der Kirche San Leonardo al Lago bei Monteriggioni, die weiteren stammen von Baldassare Peruzzi, dem Architekten des Bauwerkes. Zudem malte er die Fresken des Kreuzganges der Basilica di San Domenico in Siena zusammen mit Lippo Memmi.

## Werke (Auswahl)
- Altenburg, Lindenau-Museum: Transito della Madonna (Holzgemälde)[3]
- Assisi, Basilika San Francesco: Madonna con Bambino e quattro santi, um 1355 entstanden
- Baltimore, Walters Art Museum: Madonna con Bambino e Santi, 1374/75 entstanden[3]
- Lucignano, Palazzo Pretorio (heute Museo Comunale im Palazzo Comunale (Rathaus)): Madonna in Trono col Bambino tra San Giovanni Battista e San Pietro, Tafelgemälde, ca. 1360/1370 entstanden[4]
- Monteriggioni, Eremo di San Leonardo al Lago: Storie della vita della Vergine, angeli e santi (4 Fresken: Angeli musicanti, Annunciazione, Presentazione di Maria Vergine al Tempio und Sposalizio di Maria Vergine)[3]
- Neapel, Museo di Capodimonte: Redentore benedicente (ca. 1317 entstanden)
- New York City, Metropolitan Museum of Art: Madonna con Bambino in trono con san Pietro, san Paolo e angeli[3]
- Rapolano Terme, Chiesa della Madonna della Piaggia a San Gimignanello: Madonna col Bambino[5]
- Rom, Santi Domenico e Sisto: Madonna in trono col Bambino tra i Santissimi Domenico e Aurea, 1358 entstanden
- Siena, Basilica di San Domenico, Kreuzgang: Annunciazione, 1372 entstanden
- Siena, Basilica di San Francesco: Gesù in pietà e i quattro evangelisti, 1370 entstanden
- Siena, Chiesa di Belcaro im Castello Belcaro: Presentazione al Tempio
- Siena, Dom von Siena: Antifonar
- Siena, Museo delle Biccherne, Staatsarchiv Siena im Palazzo Piccolomini: L’offerta del Tributo (Buchverzierung für die Biccherna)
- Siena, Palazzo Pubblico, Sala del Mappamondo: Battaglia di Val di Chiana, 1363 entstanden[6]
- Siena, Pinacoteca Nazionale: Madonna annunciata